# Будинок купця Генч-Оглуєва
Будинок купця Генч-Оглуєва (рос. Дом купца Генч-Оглуева) — перший багатоповерховий прибутковий будинок в Ростові-на-Дону, побудований в 1883 році за проектом А. Н. Померанцева для купця С. Ф. Генч-Оглуєва. Розташований на розі Великої Садової вулиці та провулку Семашко. Будівля побудована в дусі еклектики і має статус об'єкта культурної спадщини федерального значення.

## Історія
В кінці 1870-х років великий ростовський купець Степан Федорович Генч-Оглуєв вирішив побудувати власний прибутковий будинок. Для цього він запросив архітектора Олександра Никаноровича Померанцева. Будівництво прибуткового будинку почалося в 1880 році і було завершено до 1883 року. Для Померанцева це був перший будинок, побудований за його проектом в Ростові.
Купець Генч-Оглуєв здавав будинок в оренду. Перший поверх займали торгові приміщення, а над ними розміщувалися офіси та квартири. В будинку Генч-Оглуєва деякий час знаходилася друкарня газети «Приазовский край». Тут же з 1897 року і до будівництва власного будинку розміщувалося відділення Волзько-Камського банку.
Після приходу радянської влади будинок було націоналізовано. За даними 1925 року там розміщувалися Південно-Східний Комерційний Акціонерний банк, управління Ростовським-на-Дону районом «Нефтесиндикат», магазин «Мясопродукт» та інші організації. З другого по четвертий поверхи залишалися житлові приміщення. У 1930-х роках в будівлі відкрився магазин «Риба».
У роки Німецько-радянської війни було зруйновано дах будівлі. У 1948-1949 роках будинок був відновлений під керівництвом архітектора Р. О. Калайджана. При цьому були допущені деякі відхилення від початкового проекту: цегляні слухові вікна, знижена вежа без шпиля і з морським коником на вершині. Не були відновлені кілька втрачених балконів.

## Архітектура
П-подібна в плані будівля займає вузький торець кварталу. Будинок купця Генч-Оглуева має чотири поверхи, причому останній поверх — мансардний. Головний вхід розташований на розі Великої Садової вулиці та провулку Семашко. В архітектурі та оформленні будівлі гармонійно поєднуються елементи різних архітектурних стилів. Фасад пишно декорований в стилі бароко. Русти і сандрики — елементи класицизму. Малюнок башточки на фронтоні запозичений з готики.

## Галерея

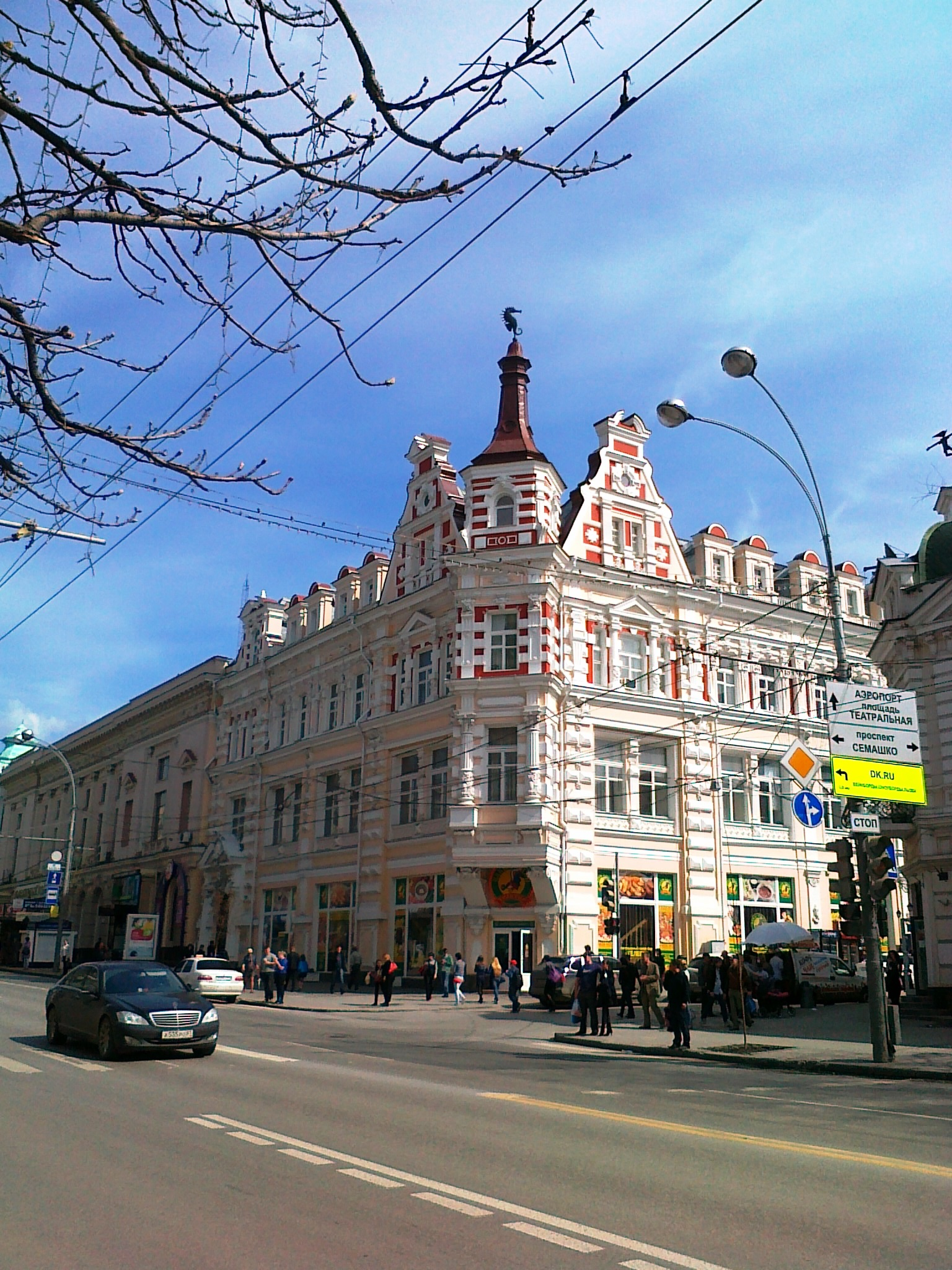
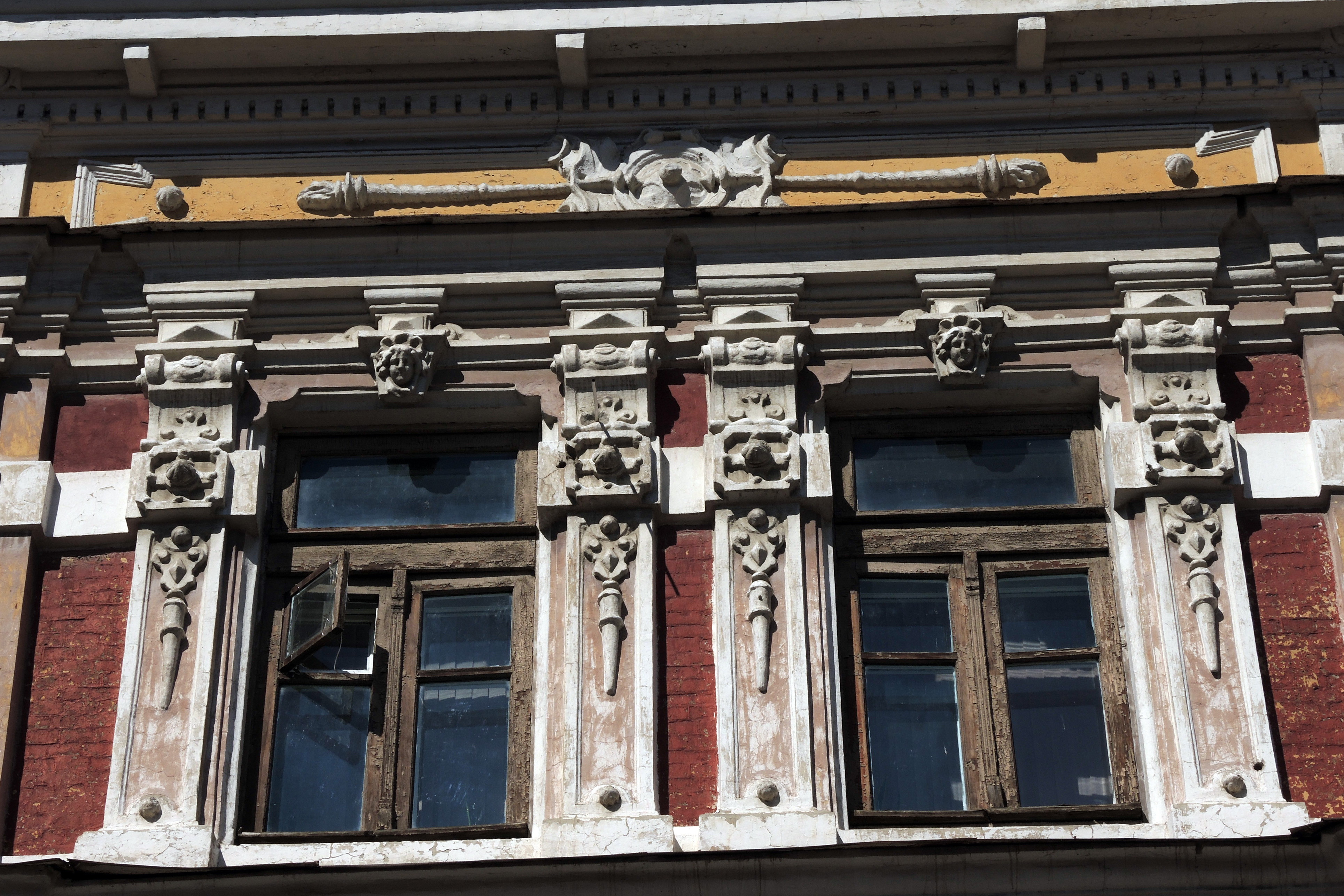
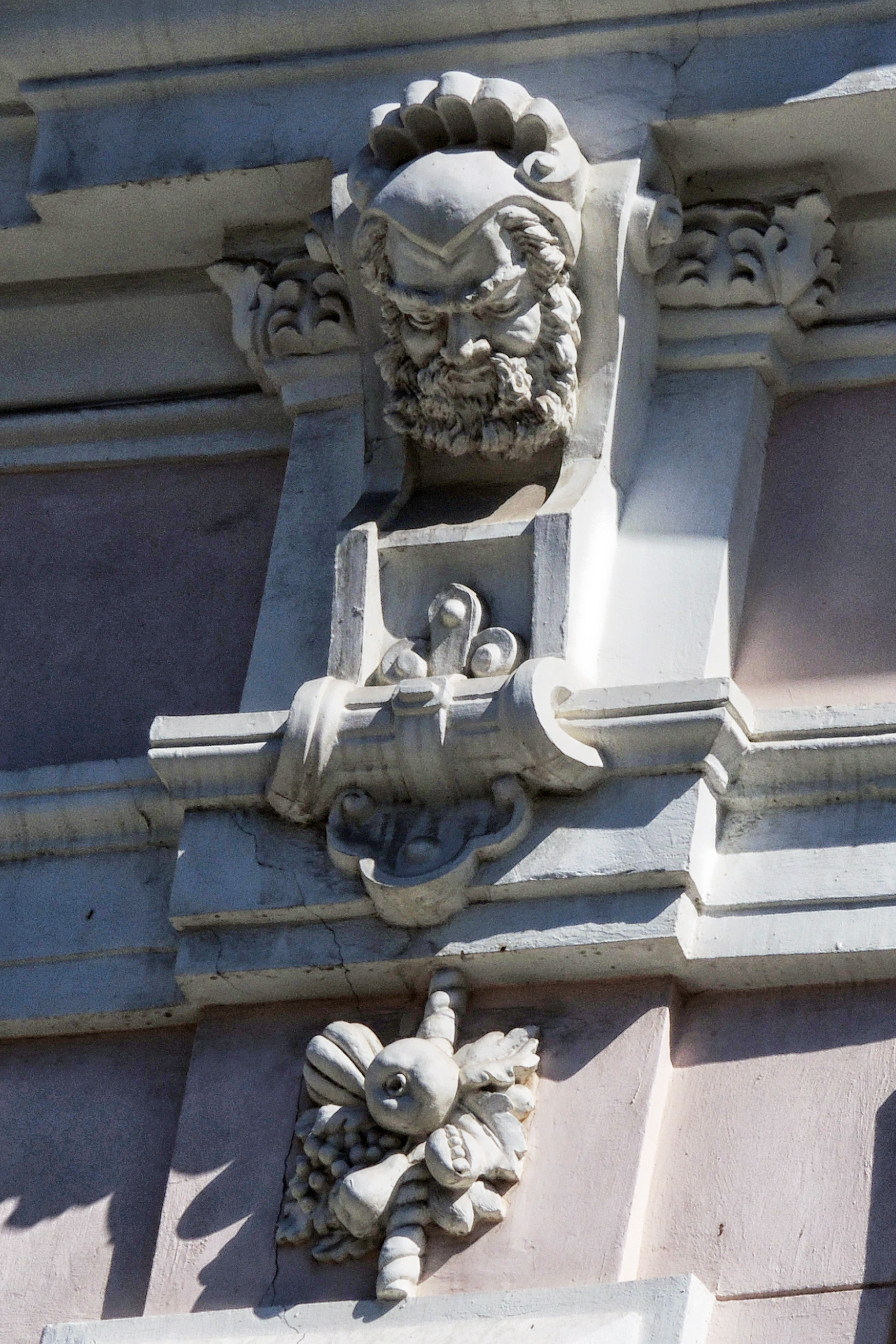
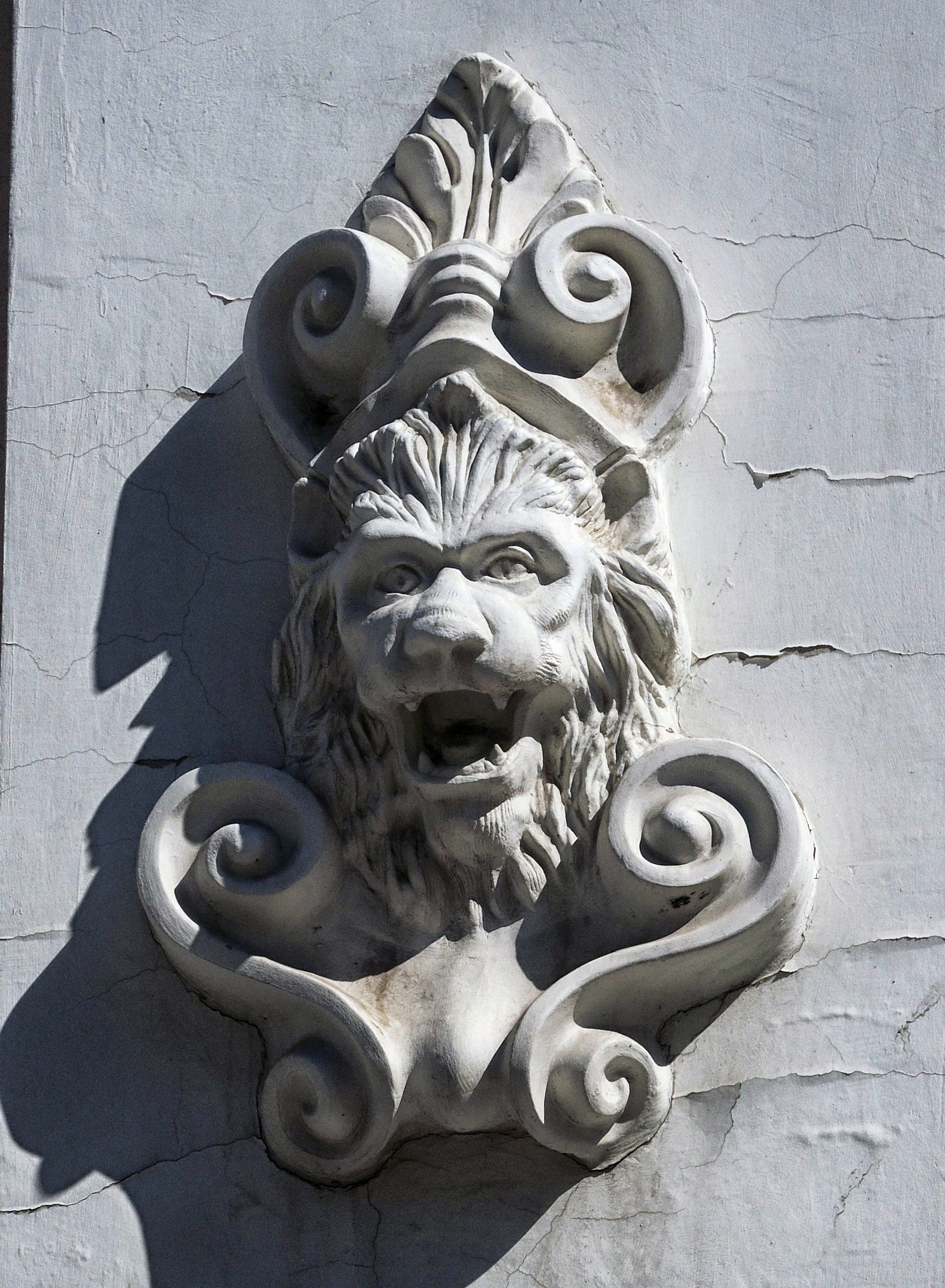
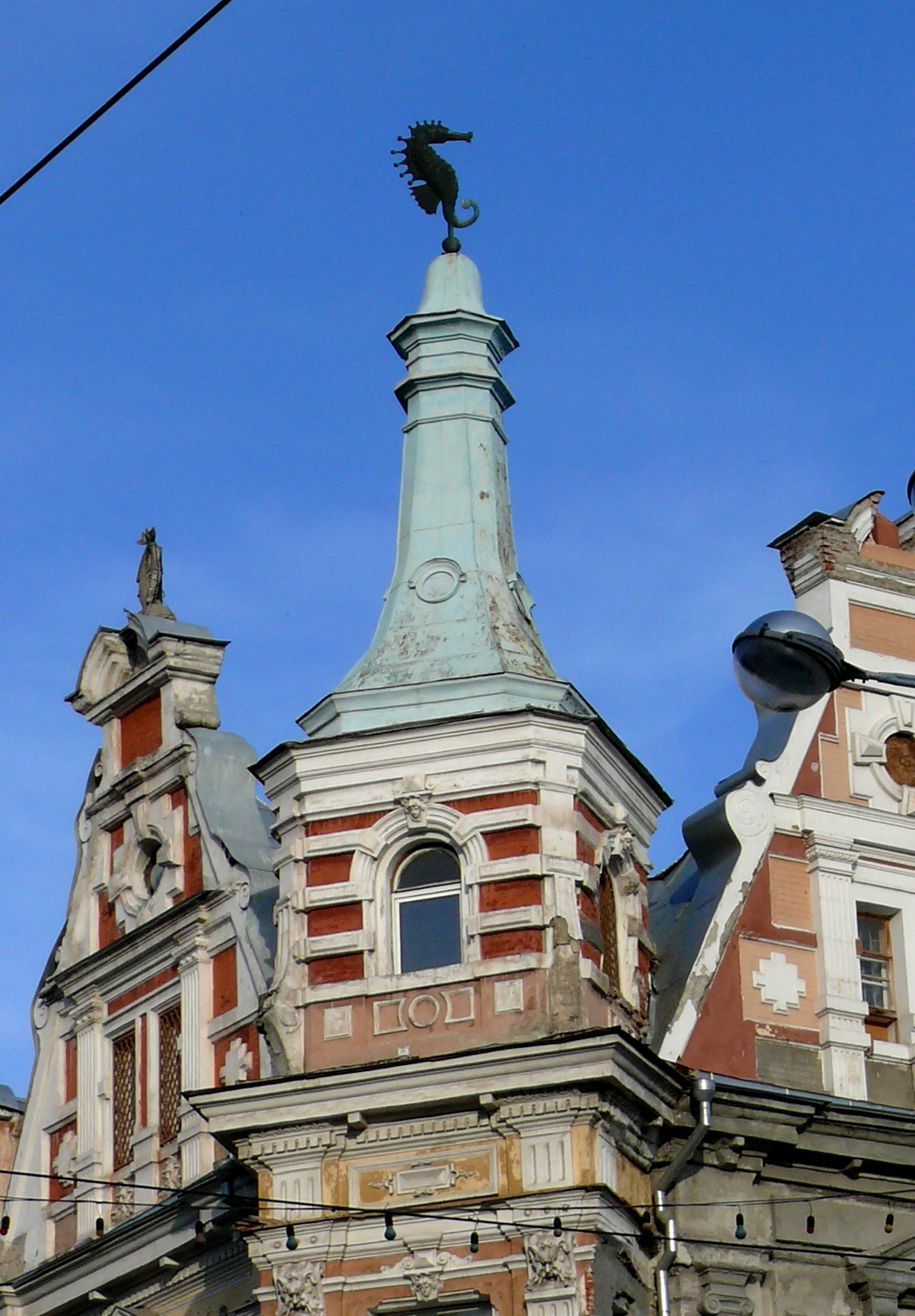
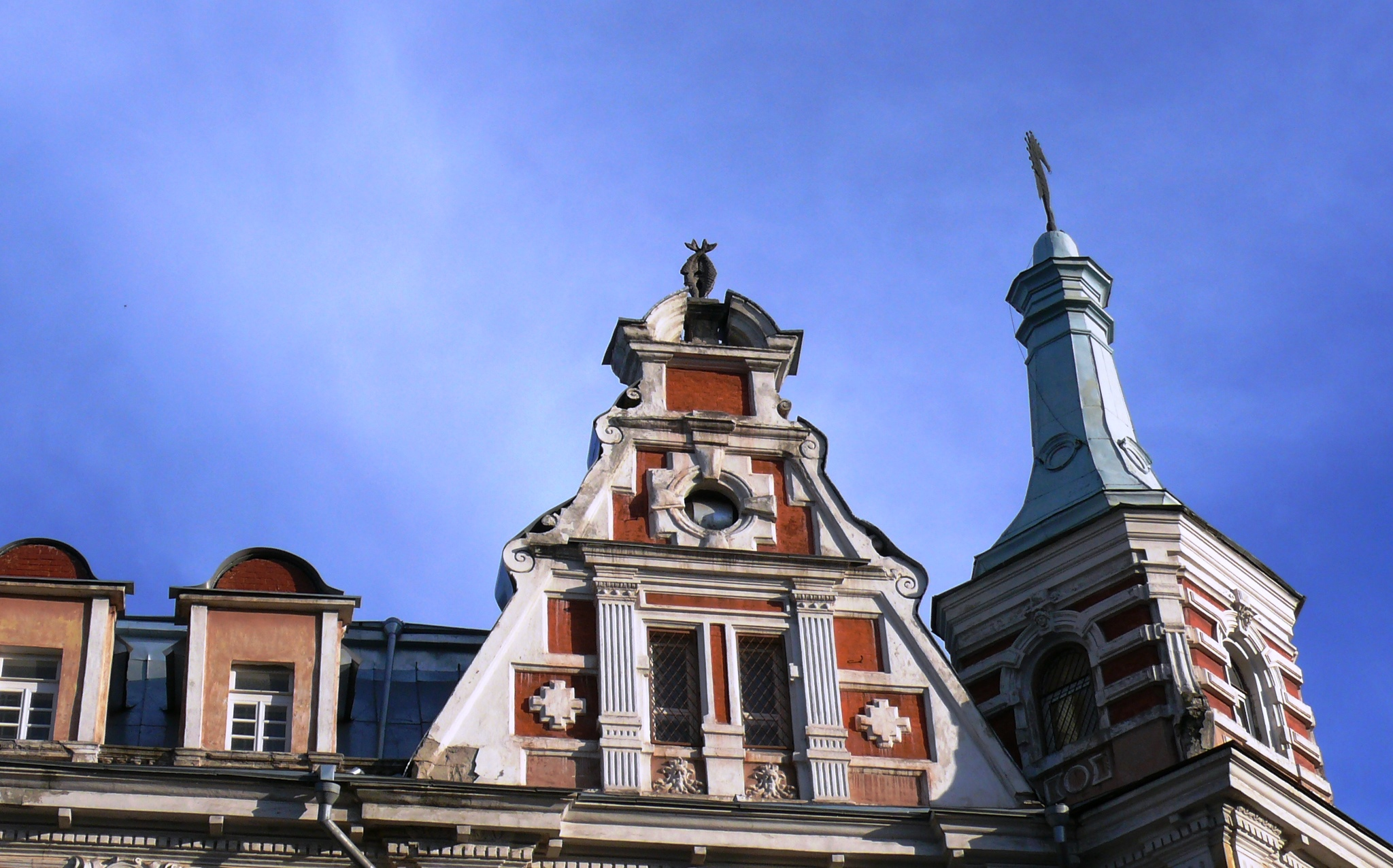
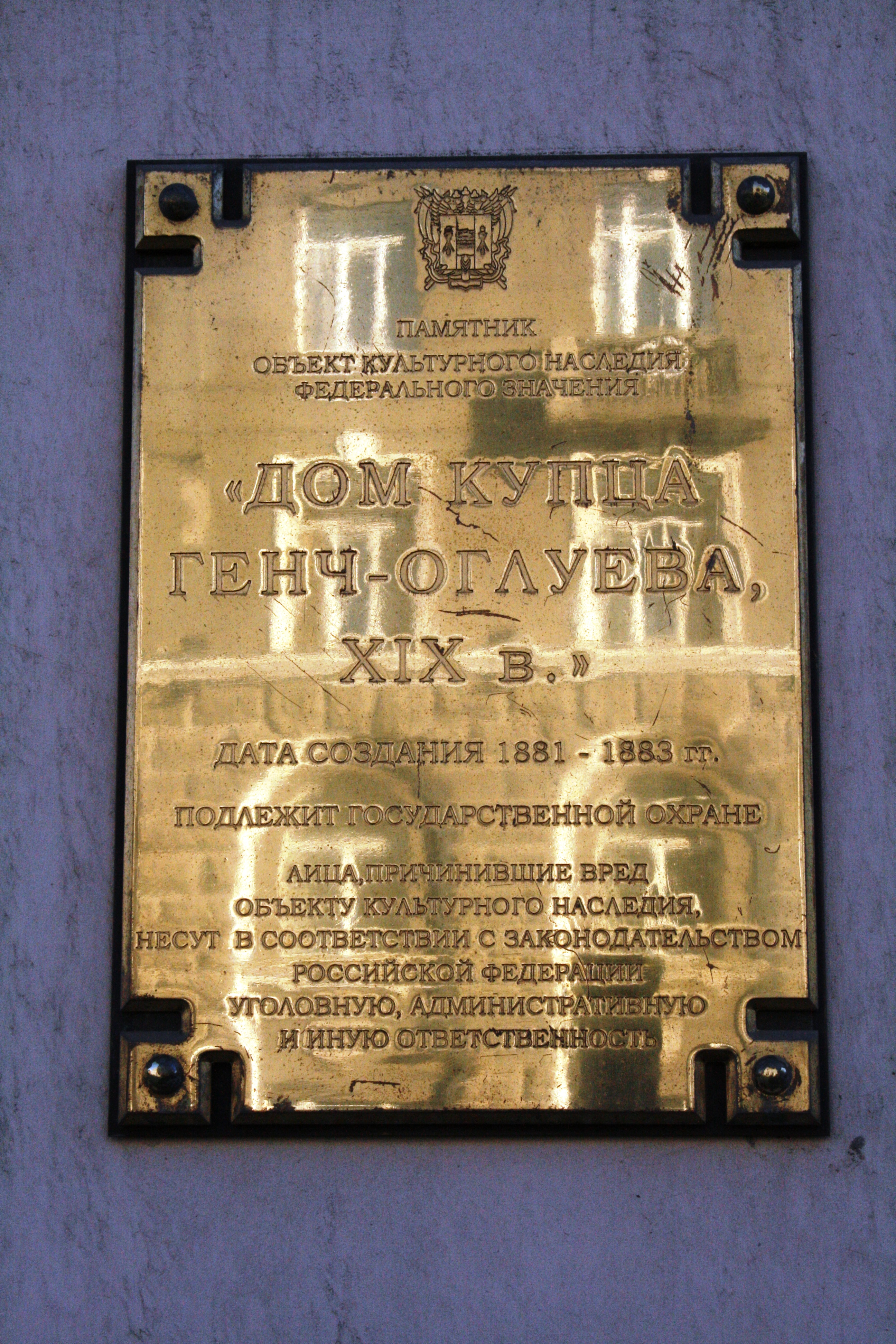
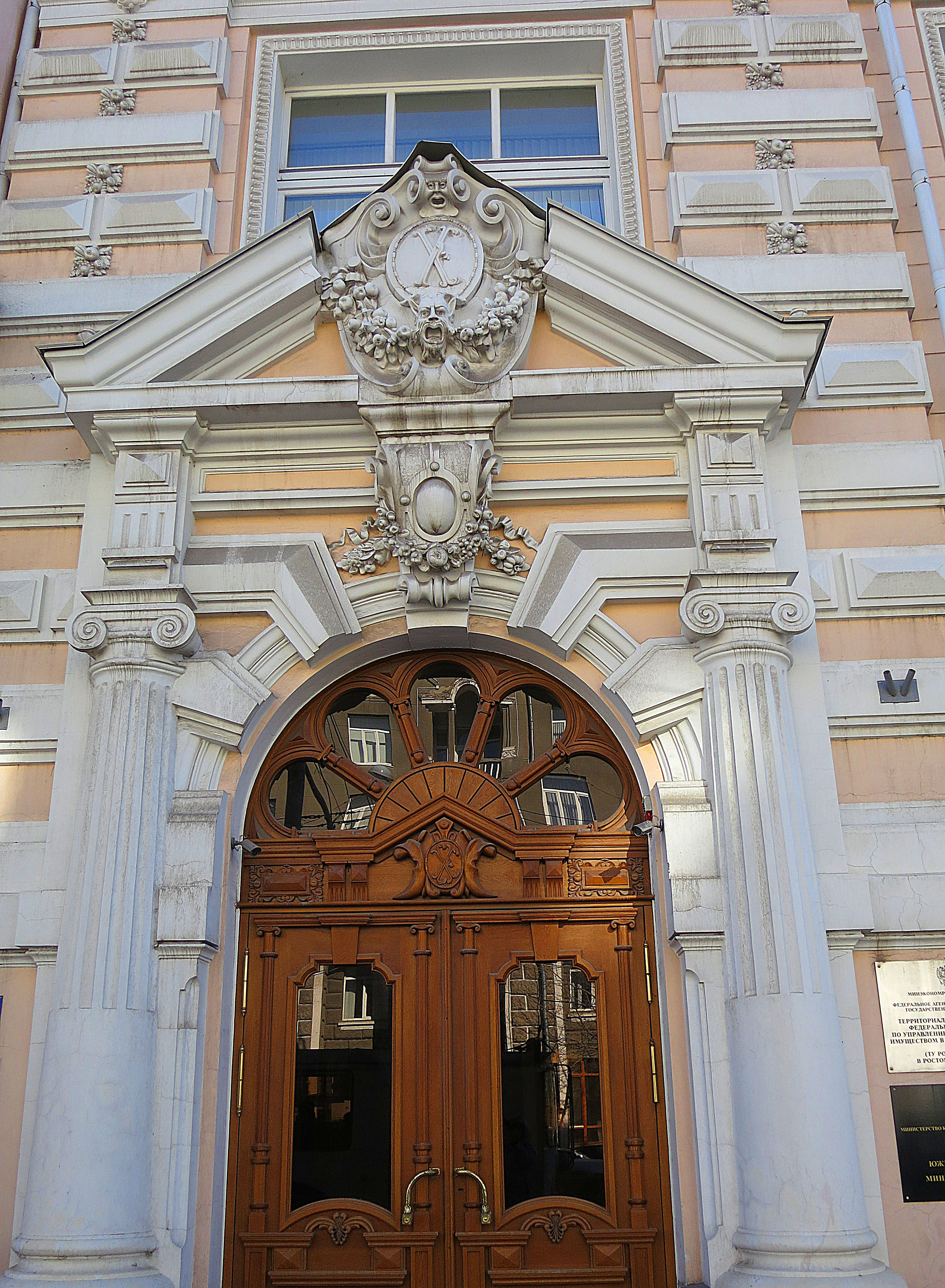